# Brotogeris sanctithomae
La catita frentigualda o perico tui (Brotogeris sanctithomae) es una especie de ave en la familia Psittacidae. Se encuentra en la cuenca amazónica de Brasil y la Amazonía del Perú y Bolivia, también en un rango pequeño en el este de Ecuador, y la frontera del río al sur-oriente (Colombia).

Se limita a várzea y otros hábitats boscosos cerca del agua. Es raro o completamente ausente lejos de los grandes ríos.

## Descripción
El perico Tui es un loro verde pequeño con alas oscuras y cortas, así como una cola en forma de cuña. Tiene un color amarillo en su frente, un pico rojizo relativamente oscuro, un anillo blanco completo en el ojo y un amarillo opaco o casi blanquecino en el iris del ojo. La subespecie del este, B. s. Takatsukasae, tiene un pequeño amarillo post-ocular, que la subespecie occidental (B. s. Sanctithomae) por lo general carece.

## Taxonomía
Este loro comparte el género Brotogeris con otras siete especies de loros, pero está más cerca del periquito Chirirí (Brotogeris chiriri).

## Distribución

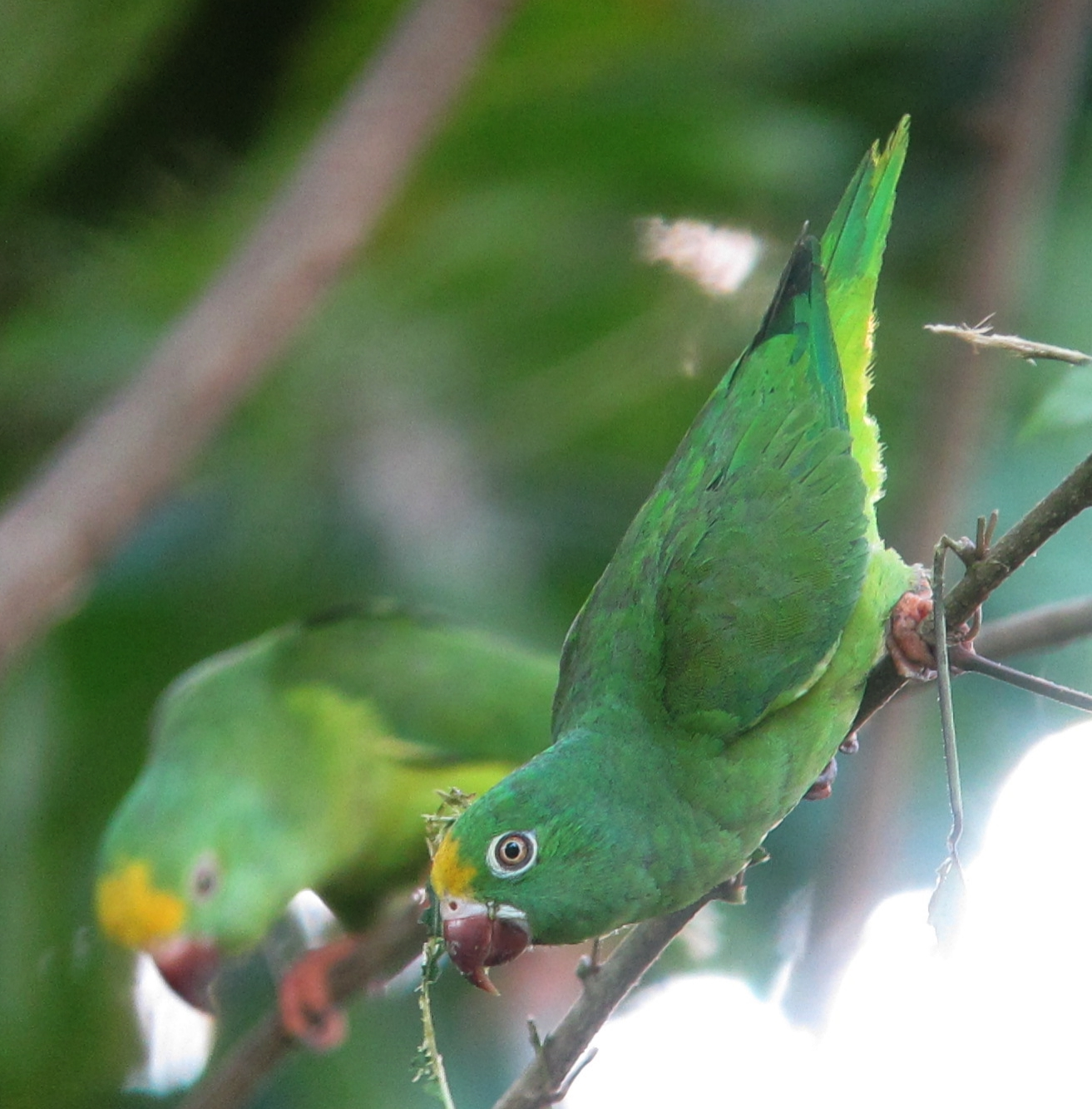
En Puerto Nariño, Amazonas, Colombia

El perico Tui se encuentra a lo largo del río Amazonas en un corredor de la isla de Marajó, en el este. El perico Tui en general se encuentra en las inmediaciones de los principales ríos, y continúa aguas arriba en la confluencia del sur de la cuenca del río Purús. A corta distancia hacia el norte existe una distribución hasta la confluencia del Río Negro, a unos 250 km. Curiosamente, no se encuentra en una pequeña sección del río Amazonas, inmediatamente al este de Manaus (Brasil); este "Agujero" en su distribución forma la frontera entre la subespecie nominal occidental (Brotogeris s. Sanctithomae) y la oriental B. s. Takatsukasae.
En la cuenca del sudoeste de la Amazonia, el perico Tui se distribuye de forma más amplia, estando presente en las cercanías de varios grandes ríos como el Solimões, Madeira, Madre de Dios, Purús, Yuruá, el Ucayali y más abajo del río Marañón. Esta distribución incluye partes del norte de Bolivia, la mayor parte de la Amazonia al suroeste de Brasil y todo el este de la Amazonia del Perú, con excepción de las regiones cercanas a la frontera sur de Colombia y Ecuador. Esta es la única distribución en Colombia del perico Tui, con una distribución restringida de especies en Colombia, a unos 150 km.
Una pequeña distribución del perico Tui se da río arriba a lo largo del río Napo, en el noreste de Ecuador. En la Cuenca del sudoeste de la Amazonia, su límite oriental es alrededor del río Madeira.